# Svenstorpstenen 2
Svenstorpstenen 2 är en nu försvunnen runsten som ursprungligen fanns vid Svenstorps kyrka i Svenstorps socken och Vemmenhögs härad i Skåne. 
Enligt fornforskaren Nils G. Bruzelius, som var verksam i slutet av 1800-talet, beskrev att den hade hittats vid rivningen av Svenstorps gamla kyrka, samtidigt som Svenstorpstenen 1. Han berättade att den sprängdes i samband med bygget av den nya kyrkan sprängdes för att bitarna skulle återanvändas som byggnadsmaterial. Om detta stämmer så har den troligen blivit inmurad i Sventorps kyrka vilket man man tror gjordes även med Svenstorpstenen 1.